# Velîkîi Krupil, Zhurivka
Velîkîi Krupil (în ucraineană Великий Крупіль) este localitatea de reședință a comunei Velîkîi Krupil din raionul Zhurivka, regiunea Kiev, Ucraina.

## Demografie
Componența lingvistică a localității Velîkîi Krupil
     Ucraineană (99,07%)
     Alte limbi (0,93%)
Conform recensământului din 2001, majoritatea populației localității Velîkîi Krupil era vorbitoare de ucraineană (99,07%), existând în minoritate și vorbitori de alte limbi.